# Richie Ashburn
Don Richard Ashburn, soprannominato Putt-Putt, The Tilden Flash e Whitey, detto Richie (Tilden, 9 marzo 1927 – New York, 9 settembre 1997), è stato un giocatore di baseball statunitense di ruolo esterno nella Major League Baseball (MLB). È stato inserito nella National Baseball Hall of Fame nel 1995.

## Carriera
Nato a Tilden, Nebraska crebbe in una fattoria, diventando un esterno professionista e poi un cronista televisivo per i Philadelphia Phillies, la squadra dove aveva trascorso la maggior parte della carriera, diventando una delle figure più amate della storia sportiva della città. Uno dei famosi "Whiz Kids", come fu chiamata la squadra dei Phillies del 1950 che conquistò la National League, fu convocato per sei All-Star Game e per due volte fu il miglior battitore della NL. Le ultime stagioni della carriera le passò con i Chicago Cubs (1960-1961) e i New York Mets (1962).

## Palmarès
- MLB All-Star: 6

1948, 1951, 1953, 1958, 1962, 1962
- Miglior battitore della National League: 2

1955, 1958
- Leader della National League in basi rubate: 1

1948
- Numero 1 ritirato dai Philadelphia Phillies